# Kanton Boëge
Kanton Boëge (fr. Canton de Boëge) je francouzský kanton v departementu Horní Savojsko v regionu Rhône-Alpes. Skládá se z osmi obcí.

## Obce kantonu
- Boëge
- Bogève
- Burdignin
- Habère-Lullin
- Habère-Poche
- Saxel
- Saint-André-de-Boëge
- Villard